# Koen Wessing
Koen Wessing (26. ledna 1942 v Amsterdamu, Nizozemské království – 2. února 2011 tamtéž) byl nizozemský fotograf.

## Životopis
Wessing byl synem interiérového designéra a sochaře. Na konci padesátých let potkal nizozemského fotografa Edu van der Elskena. V roce 1961 navštěvoval Amsterdam School of Art, později Gerrit Rietveld Academie, kde přednášela jeho matka. Poté pracoval jako asistent Van der Elskena a v roce 1963 zahájil podnikání jako fotograf na volné noze. V roce 1968 fotografoval květnové nepokoje v Paříži. V roce 1969 následovala fotografická zpráva o amsterdamském systému protipovodňových hrází Deltawerken a ve stejném roce o obsazení Maagdenhuis na Amsterdamské univerzitě. Jeho záběry z Chile se bezprostředně po vojenském puči v roce 1973 staly světově proslulými. V roce 1975 dokumentoval nepokoje Nieuwmarkt v Amsterdamu. V následujících letech pořídil reportážní fotografie i z jiných krizových oblastí na světě, jako je Severní Irsko, Guinea-Bissau, Nikaragua, Salvador a Kosovo.. V roce 2007 se hlásil z Čínské lidové republiky.

## Výstavy a ocenění
- 1989: Ablasprijs.
- 2000: Retrospektiva v Amsterdamském historickém muzeu.

## Publikace
- S Paulinou Terreehorst a Edem Grazdou: Chili, september 1973. Edice Errata, New York City 2010.

## Sbírky (výběr)
- Rijksmuseum Amsterdam[2]